# Asplenium montanum
Asplenium montanum là một loài thực vật có mạch trong họ Aspleniaceae. Loài này được Willd. miêu tả khoa học đầu tiên năm 1810.

## Hình ảnh

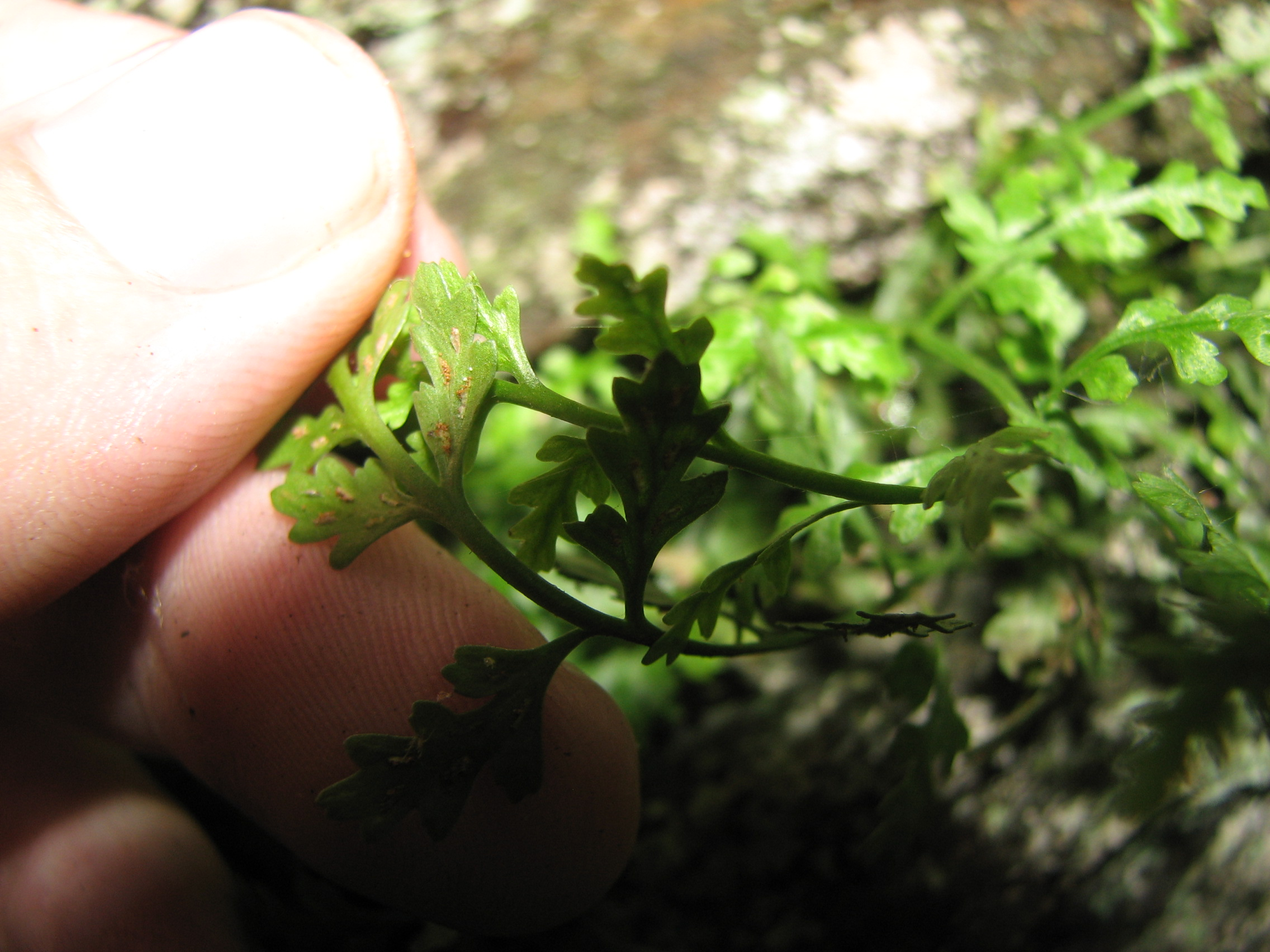
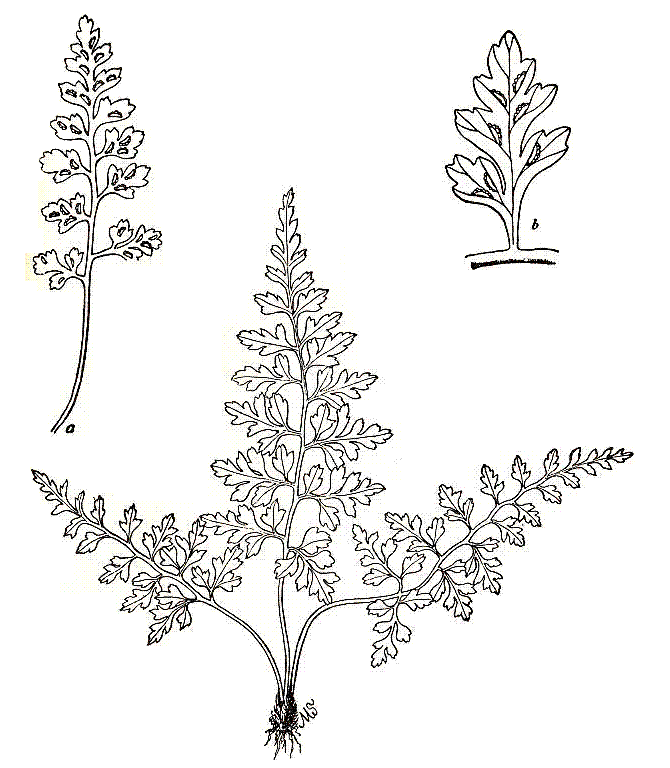
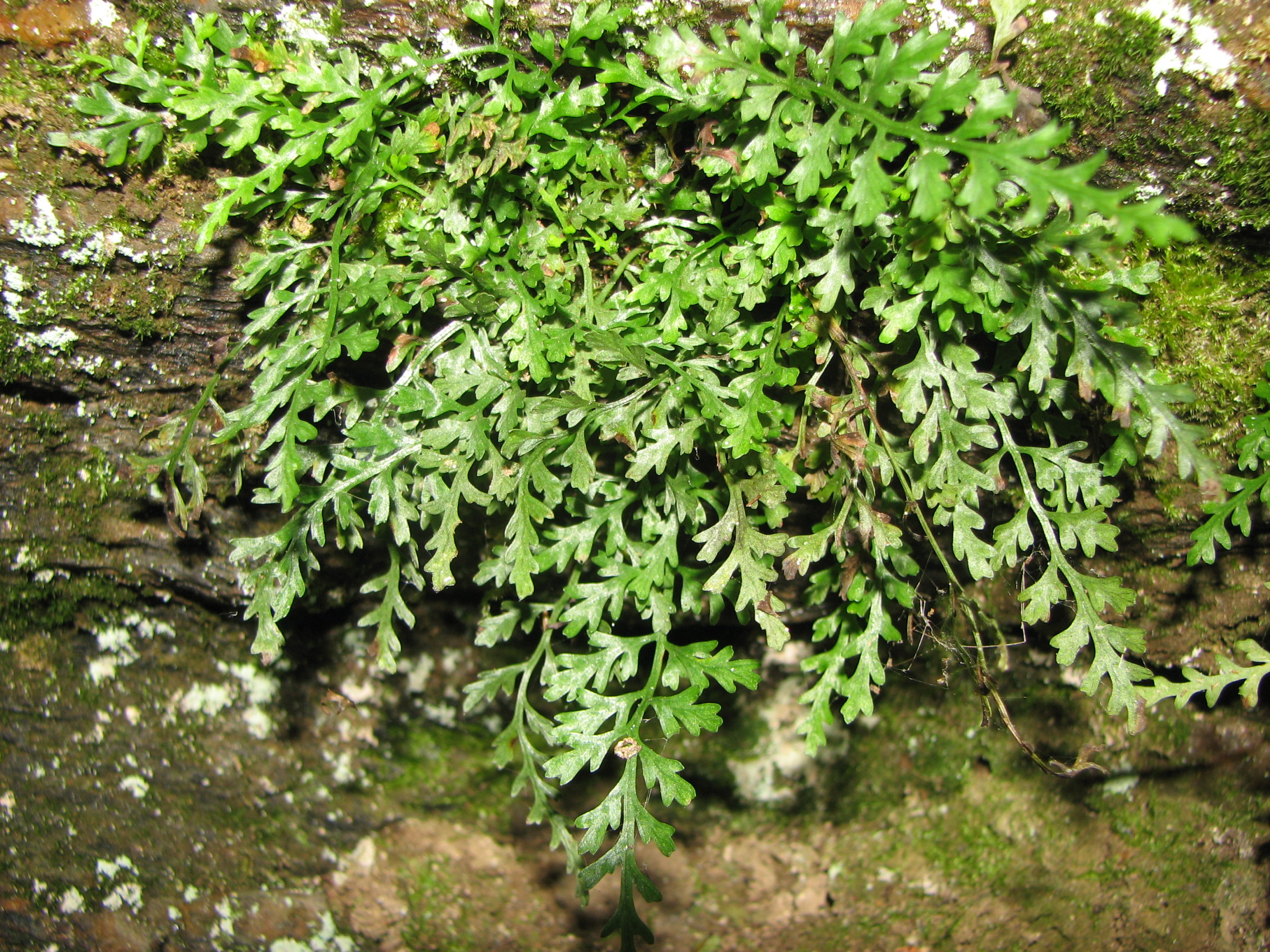
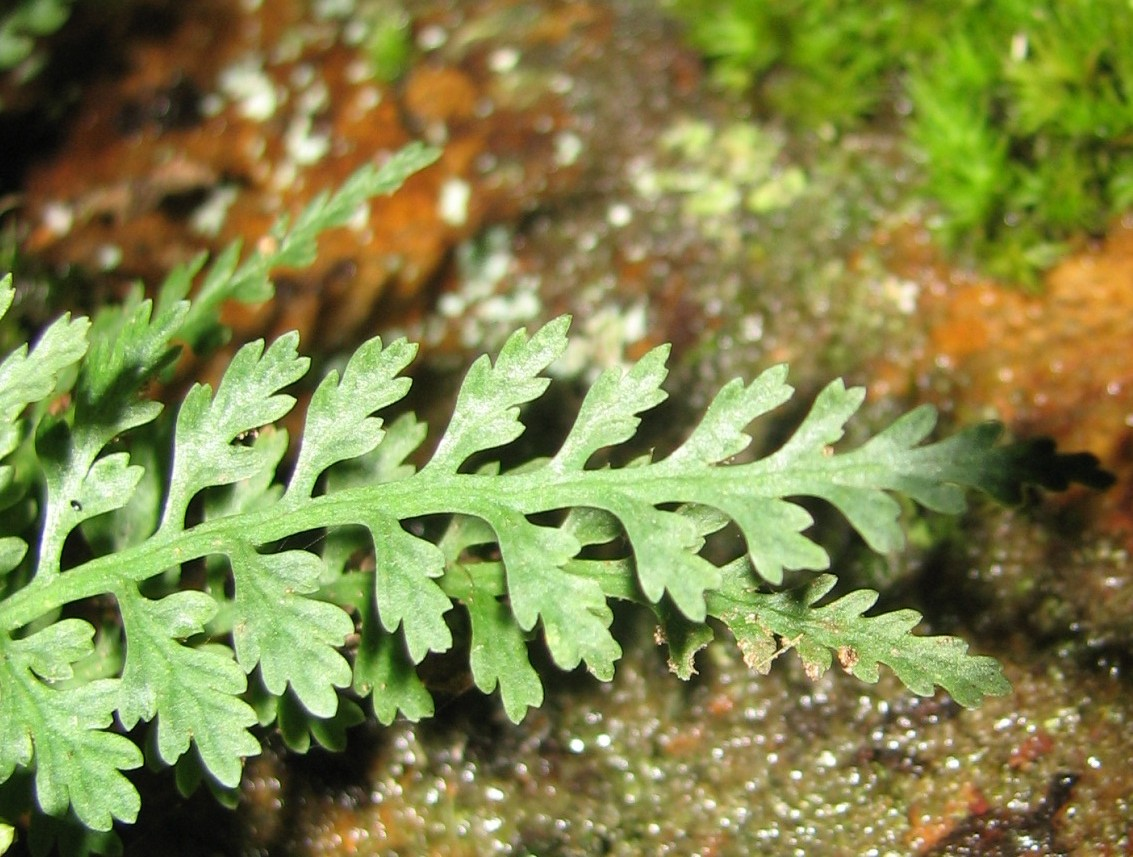